# Firebaugh
Firebaugh é uma cidade localizada no estado americano da Califórnia, no Condado de Fresno. Foi incorporada em 17 de setembro de 1914.

## Geografia
De acordo com o United States Census Bureau, a cidade tem uma área de 9,1 km², onde 9 km² estão cobertos por terra e 0,1 km² por água.

## Demografia
Segundo o censo nacional de 2010, a sua população é de 7 549 habitantes e sua densidade populacional é de 842,39 hab/km². Possui 2 096 residências, que resulta em uma densidade de 233,89 residências/km².